# Vries (Drenthe)
Vries – miasto w Holandii, w prowincji Drenthe, w gminie Tynaarlo. Do 1998 r. była siedzibą oddzielnej gminy.